# التعيين المسبق في الكالفينية

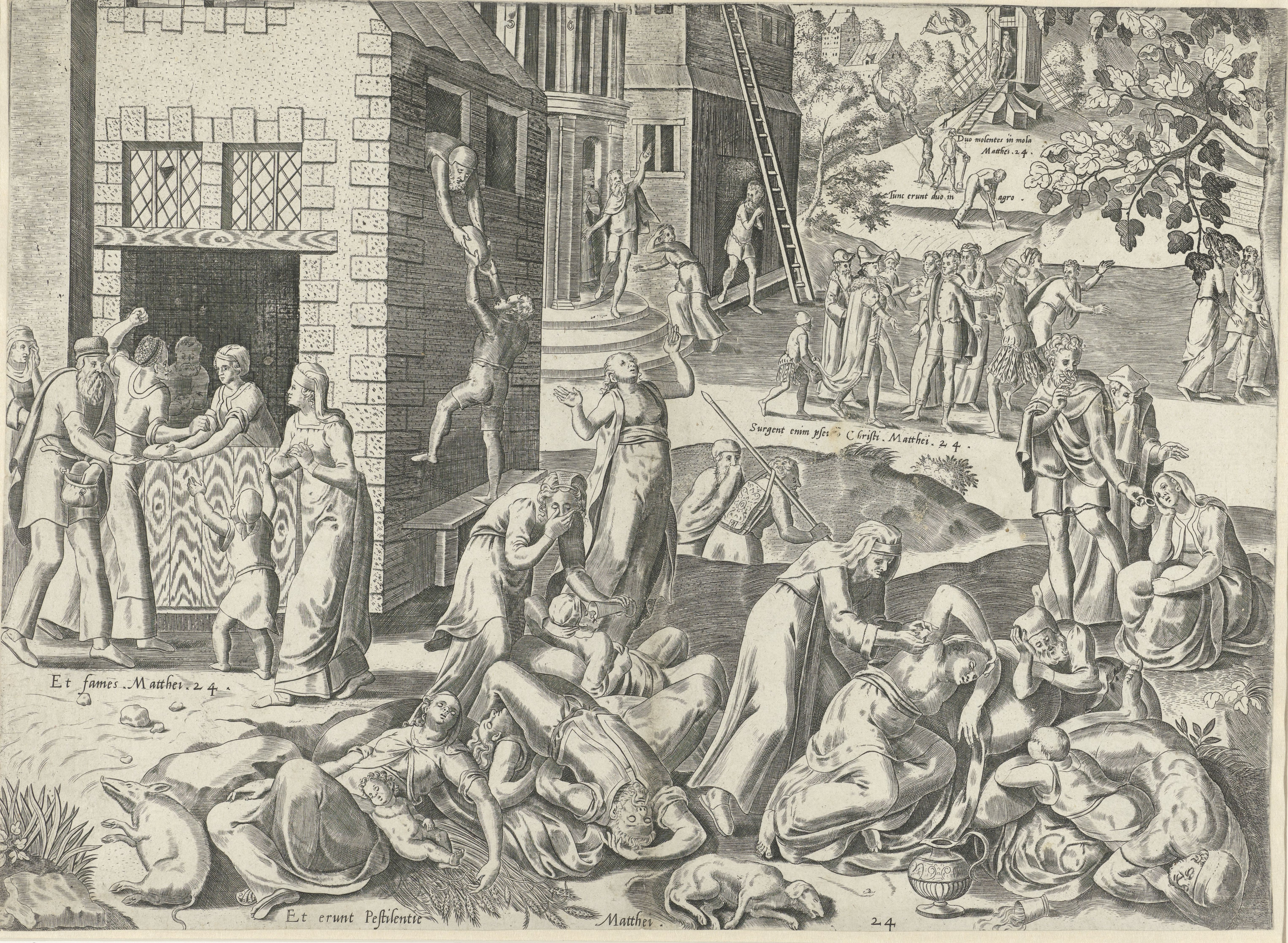
يوضح هذا الرسم الذي قام به فرانس هوغنبرغ المجيء الثاني للمسيح ويشير إلى خطاب الزيتون. يمكن رؤية الملائكة يجمعون المختارين.

التعيين المسبق هو عقيدة في الكالفينية تتعامل مع مسألة السيطرة التي يمارسها الله على العالم. على حد تعبير اعتراف الإيمان في وستمنستر فإن «الله منذ الأزل قد عين بحرية، ودون قابلية للتغيير، أيا كان ما يحدث». الاستخدام الثاني لكلمة «التعيين المسبق» يطبق على الخلاص، ويشير إلى الاعتقاد بأن الله عيّن المصير الأبدي للبعض للخلاص بالنعمة، بينما يترك الباقي لينال الإدانة الأبدية على كل خطاياهم، حتى الخطيئة الأصلية. الأول يسمى «الاختيار غير المشروط»، والأخير «الإدانة». في الكالفينية، بعض الناس معينون مسبقًا ومدعوون فعليًا في الوقت المناسب إلى الإيمان من قبل الله.
تركز الكالفينية على الاختيار أكثر من غيرها من فروع المسيحية.

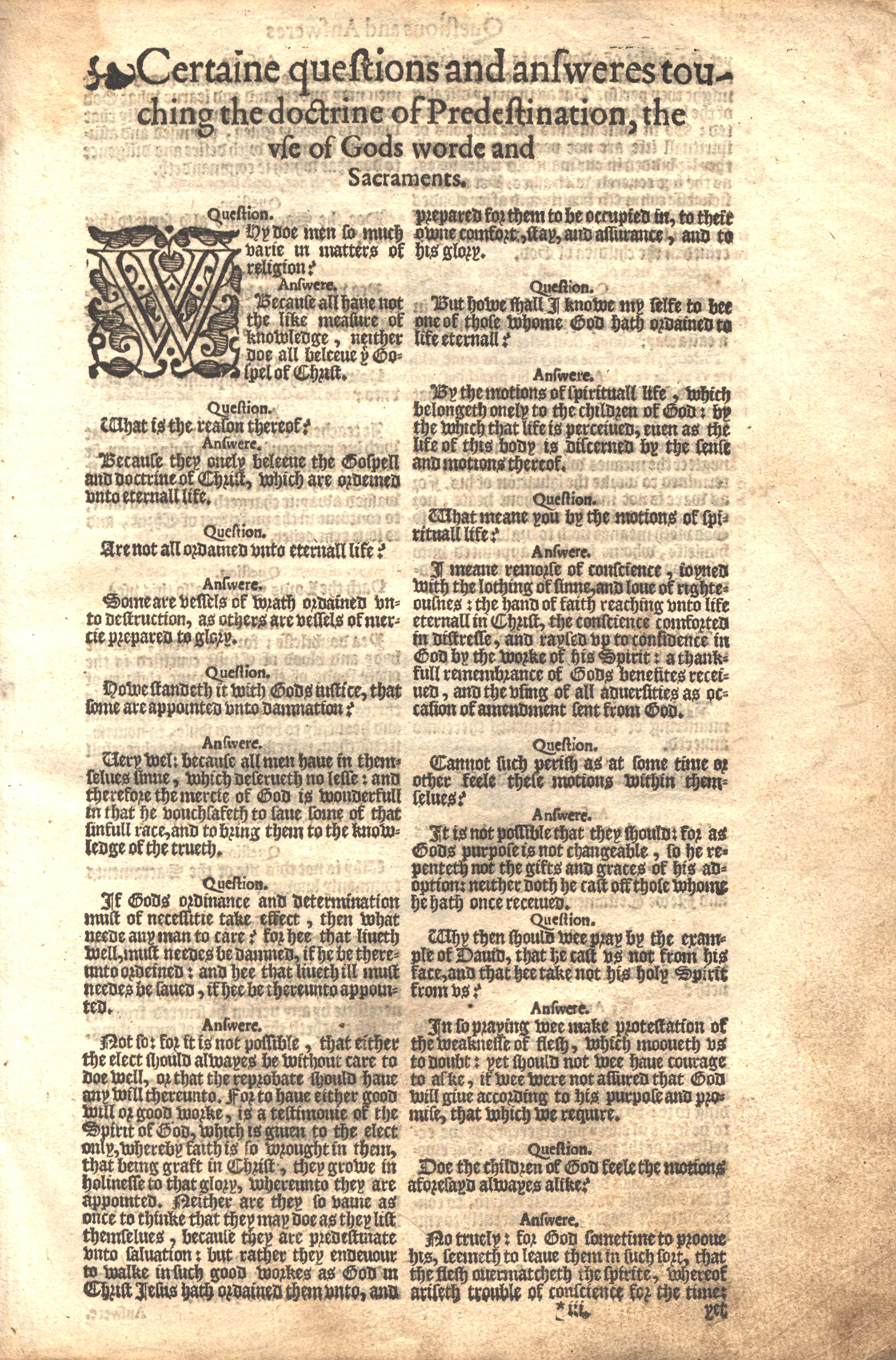
شرح مبدأ التعيين المسبق في شكل سؤال وجواب من الكتاب المقدس 1589 / 1594م في جنيف

## الأصول
تم تدريس التعيين المسبق للمختارين وغير المختارين من قبل طائفة الأسينيين اليهودية، والغنوصية، والمانوية. أما في المسيحية، فقد نشأت العقيدة القائلة بأن الله قد حدد سلفًا من جانب واحد بعض الأشخاص إلى الجنة والبعض الآخر إلى الجحيم مع أوغسطيوس أثناء الجدل البيلاجياني في عام 412م. علم بيلاجيوس وأتباعه أن الناس لا يولدون بالخطيئة الأصلية ويمكنهم اختيار أن يكونوا جيدين أو أشرار. تسبب الجدل في قيام أوغسطينوس بإعادة تفسير تعاليم الرسول بولس بشكل جذري، بحجة أن الإيمان هبة مجانية من الله وليس شيئًا يمكن للبشر اختياره. رأى أوغسطينوس أنه لن يسمع الجميع أو يستجيبوا للعهد الذي قدمه الله، فقد اعتبر أن «العناية العامة من الله للعالم تصبح خاصة في رعايته للمختارين». لقد دافع صراحةً عن عدل الله في إرسال الأطفال حديثي الولادة والمولودين ميتين إلى الجحيم إذا ماتوا بدون معمودية.

## التعيين المسبق المزدوج
التعيين المسبق المزدوج هو فكرة أن الله لا يختار فقط البعض ليخلصوا، بل يخلق أيضًا بعض الأشخاص الذين سيلعنهم.
يستجيب بعض الكالفينيين المعاصرين للمعضلة الأخلاقية المتمثلة في التعيين المسبق المزدوج من خلال توضيح أن تعيين الله النشط هو فقط للمختارين. يمنح الله نعمة للمختارين الذين يخلصون، ولكن الملعون يحجب الله نعمة الخلاص عنه. يعلّم الكالفينيون أن الله يظل عادلاً ومنصفًا في خلق الأشخاص الذين عيّنهم مسبقًا للدينونة لأنه على الرغم من أن الله يعمل من جانب واحد في الاختيار، فإن الله لا يجبر الملعونين على ارتكاب الخطيئة. هذه ليست وجهة نظر أي من المذاهب الإصلاحية التي تتحدث عن تجاهل الله للملعونين بدلاً من تعيينهم.
اختلف الباحثون حول ما إذا كان هاينريش بولينجر قد وافق على مبدأ التعيين المسبق المزدوج. يقول فرانك أ. جيمس إنه رفض ذلك، مفضلاً وجهة نظر تسمى «التعيين الأحادي» حيث يختار الله البعض للخلاص، لكنه لا يعيِّن بأي حال من الملعونين. من ناحية أخرى يجادل كورنيليس فينيما بأن «بولينجر لم يعبر بشكل ثابت عن عقيدة التعيين الأحادي» ودافع عن التعيين المزدوج في مناسبات قليلة.

### كتابات كالفن
نادى جون كالفين بالتعيين المزدوج. كتب العمل التأسيسي حول هذا الموضوع: "تاسيس الدين المسيحي" 1539م أثناء إقامته في ستراسبورغ بعد طرده من جنيف والتشاور بانتظام مع عالم اللاهوت الإصلاحي مارتن بوسر. لقد ولّد إيمان كالفن بـ " سيادة الله " غير المنقوصة مذاهبه الخاصة بالعناية الإلهية والتعيين المسبق. بالنسبة للعالم، بدون العناية الإلهية سيكون "غير صالح للعيش". بالنسبة للأفراد، بدون التعيين المسبق "لن يخلص أحد".
عقيدة العناية الإلهية كالفن واضحة ومباشرة. «كل الأحداث تحكمها مشورة الله السرية». لذلك «لا يحدث شيء إلا ما أمر به الله عن علم وإرادة» هذا يستبعد «الحظ والصدفة». طبق كالفن مذهبه عن العناية الإلهية فيما يتعلق بـ «كل الأحداث» للأفراد وخلاصهم في مذهبه عن التعيين المسبق.
افتتح كالفن عرضه للتعيين المسبق بـ «حقيقة فعلية». كانت «الحقيقة الفعلية» التي لاحظها كالفن هي أنه حتى بين أولئك الذين يُكرز لهم «بعهد الحياة»، فإنه لا يحظى بنفس القبول من الجميع. على الرغم من أن «الجميع مدعوون إلى التوبة والإيمان»، إلا أن «روح التوبة والإيمان لا يعطى للجميع».
لجأ كالفن إلى تعاليم يسوع للحصول على تفسير لاهوتي للإختلاف الخاص بقبول بعض الناس «عهد الحياة» والبعض الآخر لا يقبله. وأشار كالفن إلى مثل الزارع قائلا: «ليس شيئًا جديدًا أن تسقط البذرة بين الأشواك أو في الأماكن الحجرية».  وأشار إلى أنه في تعليم يسوع في يوحنا 6: 65 «لاَ يَقْدِرُ أَحَدٌ أَنْ يَأْتِيَ إِلَيَّ إِنْ لَمْ يُعْطَ مِنْ أَبِي»، وجد المفتاح لتفسيره اللاهوتي للإختلاف.
بالنسبة إلى لاهوت كالفن القائم على الكتاب المقدس، يكشف هذا الإختلاف عن «العمق غير القابل للفحص للحكم الإلهي»، وهو حكم «خاضع لهدف الله في التعيين الأبدي». يقدم الله الخلاص للبعض ولكن ليس للجميع. بالنسبة للكثيرين يبدو هذا موضوعًا محيرًا، لأنهم يرون أنه «من غير المناسب أن يكون البعض مُعيَّنًا مسبقًا للخلاص والبعض الآخر للهلاك». ومع ذلك أكد كالفن أنه يمكن حل التناقض من خلال وجهات النظر المناسبة المتعلقة «بالاختيار والتعيين».
وهكذا، بنى كالفن وصفه اللاهوتية للناس على أنهم «مُعيَّنين للحياة أو الموت» بناءا على سلطة الكتاب المقدس و «الحقيقة الفعلية». أشار كالفن إلى أن الكتاب المقدس يتطلب أن «نعتبر هذا اللغز العظيم» للتعيين المسبق، لكنه حذر أيضًا من «الفضول البشري» غير المقيد فيما يتعلق به. بالنسبة للمؤمنين، فإن معرفة أن «سبب خلاصنا لم ينبع منا، بل من الله وحده» يجب أن يثير الامتنان.

### الدينونة: القضاء النشط، التبعية المسبقة السلبية
يؤكد الكالفينيون على الطبيعة النشطة لقضاء الله لاختيار أولئك الذين تم تعيينهم مسبقًا للغضب الأبدي، ولكن في نفس الوقت الطبيعة السلبية لتلك التبعية المسبقة.
هذا ممكن لأن معظم الكالفينيين يتمسكون بوجهة نظر «ما بعد السقوط» (باللاتينية: infralapsarianism) لقضاء الله، القائلة بأن الله، قبل الخلق، وفي عقله، قد قضي أولا أن بسقوط الإنسان قبل قضاءه بتعيين المختارين والملعونين. لذلك يختار الله فعليا من يدينه، ولكن لأنه يعلم أن لديهم طبيعة خاطئة، فإن الطريقة التي يخصصها لهم مسبقًا هي ببساطة السماح لهم بذلك.   - يسمى هذا أحيانًا «التعريض». لذلك فإن هذا التبعية المسبقة للغضب هو أمر سلبي بطبيعته (على عكس تعيين الله الفعال لمختاريه حيث يحتاج إلى التغلب على طبيعتهم الخاطئة).

### الفعالية المتساوية
يستخدم مصطلح «الفعالية المتساوية» أحيانًا لوجهة النظر القائلة بأن القضائين متماثلان: يعمل الله بالتساوي لإبقاء المختارين في الجنة والمفسدين خارجها. يُشار أحيانًا إلى هذا الرأي خطأً باسم «التعيين المسبق المزدوج»، والذي ذكر أعلاه. يعارض آر سي سبرول هذا الموقف على أساس أنه يشير إلى أن الله «يتدخل بنشاط لعمل الخطيئة» في حياة الفاسد. ومع ذلك يصر روبرت إل. ريموند على المساواة في فعالية الاختيار والإدانة في القضاء الإلهي، على الرغم من أنه يقترح أنه «يجب ألا نتحدث عن هوية دقيقة للسببية الإلهية وراء كليهما».
يرى الكالفينيون أنه حتى لو تم وصف مخططهم على أنه شكل من أشكال الحتمية، فهو يصر على الوكالة الحرة والمسؤولية الأخلاقية للفرد. بالإضافة إلى ذلك فإنهم يعتقدون أن الإرادة هي عبودية الخطيئة وبالتالي غير قادرة على تحقيق حريتها الحقيقية. ومن ثم فإن الفرد الذي أصبحت إرادته مستعبدة للخطية لا يمكنه أن يختار خدمة الله. نظرًا لأن الكالفينيين يؤمنون أيضًا بأن الخلاص يتم بالنعمة بصرف النظر عن الأعمال الصالحة (sola gratia) وبما أنهم يرون اتخاذ خيار الثقة بالله كعمل أو فعل، فإنهم يؤكدون أن فعل الاختيار لا يمكن أن يكون هو الفرق بين الخلاص والإدانة، مثل ما هو معتقد في الفكر الأرمينياني. بدلاً من ذلك يجب على الله أولاً أن يحرر الفرد من استعباده للخطيئة بدرجة أكبر مما كانت عليه في الأرمينيانية، ثم يختار القلب المتجدد الخير بشكل طبيعي. يُطلق أحيانًا على هذا العمل من قبل الله اسم لا يقاوم، بمعنى أن النعمة تمكن الإنسان من التعاون بحرية، والتحرر من الرغبة في فعل العكس، بحيث لا يكون التعاون سببًا للخلاص بل بالعكس.

## آراء بارثية
أعاد عالم اللاهوت المُصلح كارل بارث في القرن العشرين تفسير عقيدة التعيين المسبق الإصلاحية. بالنسبة لبارث، يختار الله المسيح كرجل مرفوض ومختار. الأفراد ليسوا عرضة للاختيار، ولكن يتم اختيارهم أو رفضهم بحكم وجودهم في المسيح. وقد أطلق مفسرو بارث - مثل شيرلي جوثري - على هذه الرؤية «الثالوثية» على عكس النظرة «التفكرية» للتعيين. وفقًا لغوثري، يحب الله جميع الناس بحرية، وإدانته العادلة للخطاة مدفوعة بالحب والرغبة في المصالحة.